# 神岡大橋站

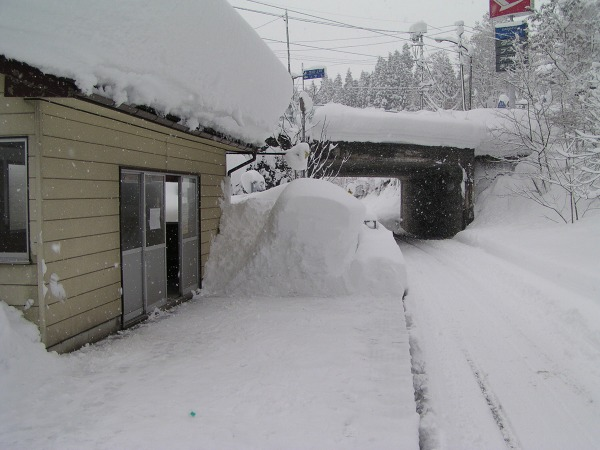
冬天的前神岡大橋站（2005年12月）

神岡大橋站（日语：／ Kamioka-Ōhashi eki */?）是位於岐阜縣飛驒市神岡町釜崎，神岡鐵道的神岡線車站（廢站）。

## 歷史
在國鐵時代，此站還未存在。在神岡線由神岡鐵道繼承後的1984年（昭和59年）10月1日，由於鄰近居民的期望下，新設了此站。成為了神岡鐵道神岡線唯一新車站。
- 1984年（昭和59年）10月1日 - 神岡鐵道開設此站[1]。
- 2006年（平成18年）12月1日 - 車站廢除。

## 車站構造
截至車站廢除前，車站是一座地面車站，設有1面1線的單式月台。此站是無人車站，沒有車站大樓，月台上設有設有候車室和辯才天的木像。

## 車站周邊
與飛驒神岡站一樣，此站位於神岡市區，周邊較多居民和一些商店。舊神岡町位於車站對開高原川的對面岸。車站名稱取自車站附近，一條名為「神岡大橋」的紅色橋樑。另外，車站附近設有藤波八丁（行人路）。該行人路從此站至奧飛驒溫泉口站之間與路軌並行。車站附近設有公廁。

## 相鄰車站
神岡鐵道
神岡線
飛驒神岡－神岡大橋－奧飛驒溫泉口

## 注腳
1. 1 2  石野哲（編）. . JTB. 1998: 173. ISBN 978-4-533-02980-6 （日语）.